# Dobrohošť (Dunajská Streda)
Dobrohošť es un municipio del distrito de Dunajská Streda en la región de Trnava, Eslovaquia, con una población estimada a final del año 2024 de 529 habitantes.
Se encuentra ubicado al sur de la región, cerca de los ríos Danubio y Váh, y de la frontera con Hungría y la región de Bratislava.

## Demografía
| Año        | 1994 | 2004    | 2014     | 2024     |
| ---------- | ---- | ------- | -------- | -------- |
| Población  | 381  | 371     | 457      | 529      |
| Diferencia |      | −2,62 % | +23,18 % | +15,75 % |

| Año        | 2023 | 2024    |
| ---------- | ---- | ------- |
| Población  | 511  | 529     |
| Diferencia |      | +3,52 % |